# Mars 5
Mars 5 (Russisch: Марс-5) was een Russische onbemande ruimtevlucht naar Mars. Zij vond plaats in de eerste helft van de jaren 70 uit de vorige eeuw. Doel van deze missie was onderzoek te doen naar de rode planeet en als communicatiestation te fungeren voor de landers van andere Russische marsverkenners.

## Ongunstig lanceervenster
Ruimtevluchten naar Mars zijn niet op ieder willekeurig tijdstip mogelijk, maar slechts indien de Aarde en Mars in oppositie staan. Dit gebeurt voor Mars ongeveer om de twee jaar. Bijkomend probleem vormt de baan van Mars rond de zon. Deze beschrijft een elliptischer baan dan de Aarde, waardoor de onderlinge afstand tussen beide planeten tijdens oppositie behoorlijk varieert. Hoe groter die afstand, des te minder nuttige lading de draagraket naar de rode planeet kan schieten. Dit kan vele honderden kilo's schelen. Tijdens het lanceervenster van 1973 stond Mars op grote afstand, hetgeen behoorlijke restricties met betrekking tot het maximum lanceergewicht met zich meebracht.

## Gewijzigd ontwerp
Het oorspronkelijke ontwerp van de Russische marssondes voldeed daarom niet meer. De Mars 2 en 3 wogen ieder 4650 kg en beschikten zowel over een lander als een grote hoeveelheid brandstof om de orbiter af te remmen en in een baan rond Mars te brengen; in 1973 was het echter onmogelijk om zo'n zware verkenner te lanceren. De Russen konden kiezen: brandstof meenemen voor de afremming óf een lander meevoeren. De Mars 2 woog afgetankt 4650 kg, maar leeg slechts 2265 kg, wat een aardige indicatie geeft van de benodigde hoeveelheid brandstof.
Beide opties waren niet aantrekkelijk. De Sovjet-Unie voerde toentertijd een Koude oorlog en was verwikkeld in een ruimterace met de Verenigde Staten. Een belangrijke primeur stond op het spel: de eerste onbemande landing op Mars. Een sonde die slechts baantjes trok rond de rode planeet was uit publicitair oogpunt niet echt interessant (die primeur kaapte NASA al in 1971 met hun Mariner 9). Aan de andere kant verliep de communicatie van de lander met de vluchtleiding normaliter niet rechtstreeks, maar via de orbiter. Dat was niet mogelijk als die na het afkoppelen van een lander de planeet voorbijvloog.
Maar het Politbureau wou deze maal resultaten zien: té veel Russische marsmissies faalden sinds 1960 en dat moest nu maar eens afgelopen zijn. Aangezien NASA door gebrek aan geld het lanceervenster van 1973 voorbij liet gaan, roken de Russen een gouden kans om hun vakbroeders de loef af te steken. Toegegeven, NASA won weliswaar de maanrace met Apollo 11, maar de Sovjet-Unie wenste duidelijk te maken dat zij nog wel degelijk meetelde in de ruimte. De partijbonzen trokken daarom de beurs en financierden de bouw van vier verkenningsschepen naar de rode planeet.
Ze ontwierpen twee totaal verschillende types; van elk type bouwde men twee exemplaren. De Mars 6 en haar zusterschip Mars 7 kregen de eer om de eerste zachte landing uit te voeren. Zij voerden een lander mee, waarna het moederschip na afstoting Mars voorbij zou vliegen. De Mars 4 en Mars 5 daarentegen moesten in een baan rond Mars komen en de communicatie tussen lander en vluchtleiding verzorgen.

## Voortekenen
De V.S. kregen in de gaten dat de Russen iets in hun schild voerden, toen zes Russische communicatieschepen zee kozen en er op 11 juli 1973 een communicatiesatelliet werd gelanceerd voor verbinding tussen die schepen en de vluchtleiding. Doordat deze schepen op verschillende posities lagen, kon de Sovjet-Unie haar verkenners in de buurt van Mars blijven volgen. Dit was anders (door rotatie van de Aarde) niet mogelijk, omdat de Sovjet-Unie niet over een omvangrijk netwerk van grondstations beschikte.

## Technische specificaties

### Gewicht
Leeg woog het toestel 2270 kg. Het totale gewicht bij lancering bedroeg 3440 kg (ruim 1200 kg minder dan Mars 3).

### Wetenschappelijke instrumenten
De Mars 5 moest onderzoek doen naar de opbouw, samenstelling en eigenschappen van de Martiaanse atmosfeer. Hiertoe beschikte het over:
- Twee tv-camera's, een groothoek- en telelens. De groothoek had een brandpuntsafstand van 52 mm en een blikveld van 35,7°. De telelens had een brandpuntsafstand van 350 mm en een blikveld van 5,67°. De sonde kon zijn opnames naar keuze aftasten in resoluties van 1000 × 1000 dan wel 2000 × 2000 pixels. De kleinst zichtbare details varieerden tussen een kilometer tot honderd meter. De camera's waren uitgerust met rode, oranje, groene en blauwe filters.
- Scanner, deze leverde panoramabeelden in zowel zichtbaar licht als nabijheid van het infrarood.
- Lyman-Alpha fotometer, voor de zoektocht naar waterstof in de bovenste atmosfeerlagen.
- Magnetometer, om het magnetisch veld te onderzoeken.
- Sensoren voor het meten van de zonnewind.
- Infrarood radiometer (werkzaam bereik 8-40 micrometer) om de temperatuur op het Marsoppervlak na te gaan.
- Radiotelescoop polarimeter, om de permittiviteit van en net onder het Marsoppervlak te bepalen.
- Twee andere polarimeters om de textuur van de Martiaanse oppervlakte in kaart te brengen. Zij functioneerden tussen 0,32 en 0,70 micrometer.
- Spectrometer, om emissies in de bovenste atmosfeerlaag te bestuderen.
- Fotometer voor het nagaan van de aanwezigheid koolstofdioxide op verschillende hoogtes.
- Fotometer voor het onderzoeken van de kleur van de planeet en diens albedo, die werkte tussen 0,35 en 0,70 micrometer.
- UV-fotometer om de hoeveelheid ozon te meten.
- Fotometer die de aanwezigheid van waterdamp in de Martiaanse dampkring opmerkte en werkte op een lengte van 1,38 micrometer.
- Radio-occultatie proef, om de dichtheid van de Martiaanse ionosfeer in kaart te brengen.
- Ook voerde Mars 5 twee (Franse !) instrumenten mee, een voor het meten van de verdeling en dichtheid van de flux van zonneprotonen, de ander om radiostraling van de zon te bestuderen.[4]

## Verloop van de vlucht

### Lancering
Mars 5 werd gelanceerd op 25 juli 1973 met een Proton draagraket vanaf Bajkonoer.

### Aankomst bij Mars
Na een koerscorrectie op 3 augustus bereikte Mars 5 zijn doel op 12 februari 1974. Een geslaagde afremmanoeuvre bracht het toestel in een baan rond de rode planeet. Met een periapsis van 1755 km en een apoapsis van 32.555 km bij een inclinatie van 35,3° doorliep Mars 5 een omloop per 24 uur en 53 minuten. Dit was bijna gelijk aan een marsdag en voor een waarnemer op Mars was met het scheepje in bepaalde gebieden op Mars bijna constant radiocontact mogelijk. Het vaartuig begon met het verzamelen van gegevens, maar dat duurde helaas niet lang.

### Technisch probleem, missie faalt
Voor de zoveelste keer deed een technisch probleem een Russische Marsmissie de das om. Hulpeloos keek de vluchtleiding toe, toen uitgerekend het drukvat met daarin de zender het begaf. De druiven waren zuur voor de Sovjets. Na slechts een schamele 22 omlopen rond de rode planeet te hebben voltooid, hield hun robotverkenner het voor gezien. Gelukkig ontvingen de Russen tevoren verspreid over negen dagen 60 opnames van Mars, allen ten zuiden van Valles Marineris. Deze besloegen gebieden van 5° N 330° W tot 20° Z 130° W.

### Wetenschappelijke resultaten
Metingen van de andere instrumenten besloegen zeven terreinen in datzelfde gebied en werden gedaan tijdens periapsis.
De IR-radiometer mat een maximumtemperatuur van 272 K aan het oppervlak. Gedurende de nacht zakte de temperatuur tot 200 K. In de schemerzone tussen dag en nacht bedroeg de temperatuur 230 K.
Gronddeeltjes (zandkorrels) hadden afmetingen tussen 0,1 en 0,5 mm. In sommige gebieden echter veel kleiner, tot 0,04 mm. Oorzaak daarvan bleken eolische processen. De permittiviteit op enige decimeters diepte bleek 2½ tot 4. Tevens vond Mars 5 een opmerkelijke hoeveelheid waterdamp ten zuiden van het Tharsis-gebied. Rotsen vertoonden gelijkenis met aardse rotsen. De aanwezigheid van koolstofdioxide op zes verschillende hoogtes werd in kaart gebracht. Daarnaast bemerkte Mars 5 een dunne ozonlaag op 40 km hoogte met een dichtheid van slechts 1‰ vergeleken met die van de Aarde.
De waargenomen temperaturen van de exosfeer varieerde van 295 K tot 355 K, met de aantekening dat tussen 87 km en 200 km hoogte de vastgelegde temperaturen 10 K lager waren. Verder vond de sonde een, zij het erg zwak, magnetisch veld met een sterkte van slechts 3/10.000 van dat van onze thuisplaneet.
Verder toonde de radio-occultatieproef het bestaan van een ionosfeer op een hoogte van 110 km aan de nachtzijde van de planeet aan met een dichtheid van 4600 elektronen per cm³. De gemeten luchtdruk aan de oppervlakte bedroeg 6,7 millibar.

## Nasleep
Na het debacle van Mars 4, 5, 6 en 7 benoemden de Russen een ander persoon op de post van directeur van het Russische instituut voor planetenonderzoek. Deze schuwde niet om het beestje bij de naam te noemen en confronteerde zijn staf op harde wijze met hun collectieve falen. Omdat de Russen het zowel in technologisch als financieel opzicht aflegden tegen de Amerikanen zagen zij in dat de race om de eerste onbemande landing op Mars bij voorbaat een verloren zaak was. De Sovjet-Unie erkende haar nederlaag in deze en concentreerde zich in de jaren daarna op Venus. Dit bleek overigens een gouden greep, daar hun Venera-sondes aanzienlijk meer succes boekten.
Mars 1 · Mars 2 · Mars 3 · Mars 4 · Mars 5 · Mars 6 · Mars 7